# Daniel Gomes Junqueira
Daniel Gomes Junqueira, C.S.Sp. (Estela, 11 de abril de 1894 – Luanda, 29 de junho de 1970), foi um missionário e prelado português da Igreja Católica, que foi bispo de Nova Lisboa.

## Biografia
Entrou para o seminário das Missões do Espírito Santo da Formiga, em Ermesinde, em 28 de setembro de 1907. Em 1910 fez o terceiro ano liceal na cidade do Porto. Depois da implantação da República Portuguesa, o encerramento de todos os colégios e seminários congreganistas provocou a sua ida para França. Em 1911, seguiu para a Bélgica, onde frequentou a escola apostólica das Missões do Espírito Santo de Gentinnes, em Chastre, onde concluiu os estudos secundários, em 1913.
Iniciou o noviciado em Chevilly-Larue, perto de Paris, que teve de continuar, por causa da I Guerra Mundial, em Langonnet, na Bretanha, onde, em 18 de outubro de 1914, emitiu seus primeiros votos. Na mesma abadia, frequentou e concluiu o curso superior de filosofia e teologia, tendo feito os votos perpétuos na Congregação do Espírito Santo em 5 de outubro de 1918. Recebeu a ordenação presbiteral em 28 de outubro do mesmo ano.
Foi então professor de francês e inglês na Academia de Línguas de San Atilano, em Zamora, na Espanha. Regressou a Portugal em 1920 e até 1928 foi, sucessivamente, professor e ecônomo na Escola Missionaria do Espírito Santo, em Braga, professor de dogma e de escrituras sagradas no Seminário Maior do Espírito Santo de Viana do Castelo e diretor do Seminário do Espírito Santo, de Braga. Em 1928 foi nomeado Superior do Seminário das Missões do Espírito Santo, de Godim, funções que desempenhou até 1938, tendo sido, ao mesmo tempo, pároco da freguesia de São José de Godim e diretor espiritual do Seminário Maior de Lamego.
Em 10 de junho de 1938 foi nomeado prefeito apostólico do Cubango em Angola e elevado à dignidade de Monsenhor. Nesta função, ajudou na criação das Missões de Entre-Rios, no Bié, (1939) e das do Cuamato e do Cuangar, no extremo sul de Angola (1940).
Com a assinatura da Concordata entre a Santa Sé e Portugal de 1940, houve a criação da província eclesiástica de Luanda, e a ereção da diocese de Nova Lisboa, da qual foi nomeado como seu primeiro bispo, em 28 de janeiro de 1941.
Recebeu a ordenação episcopal em 1 de junho seguinte, na Sé Catedral de Luanda, de Dom Moisés Alves de Pinho, C.S.Sp., arcebispo de Luanda, coadjuvado por Paul Joseph Biéchy, C.S.Sp., vigário apostólico de Brazzavile e por Henri Friteau, C.S.Sp., vigário apostólico de Loango.
Foi participante do Concílio Vaticano II, participando das quatro sessões. Criou novas missões na sua área de jurisdição, além da construção de escolas e de hospitais.
Morreu no Hospital Universitário Américo Boavida, em 29 de junho de 1970. Os seus restos mortais foram trasladados no dia seguinte para Nova Lisboa onde, em grande cerimônia fúnebre, foram depositados em jazigo particular e, no ano seguinte, na Sé Catedral de Huambo.